# Clouds Across the Moon
"Clouds Across the Moon" é uma canção escrita por Richard Anthony Hewson. Foi lançada como um single em março de 1985 para o álbum Mystery, da sua banda de estúdio RAH Band. A canção atingiu o  "top 10" das tabelas musicais do Reino Unido, Países Baixos e Suécia. Os vocais foram realizados por sua esposa Liz.

## Performance nas tabelas musicais
| Tabela (1985)                  | Melhor posição |
| ------------------------------ | -------------- |
| França (SNEP)                  | 28             |
| Países Baixos (Dutch Top 40)   | 5              |
| Reino Unido (UK Singles Chart) | 6              |
| Suécia (Sverigetopplistan)     | 9              |

## Versão de 2007
"Clouds Across The Moon 07" é uma versão remixada do single homônimo de 1985. Os vocais foram regravados pela vocalista Emma Charles, e o single foi lançado no Shocking Music em julho de 2007. Hewson afirma que o single foi remixado e lançado em resposta à "demanda por parte de fãs e DJ's por uma mixagem moderna dos clássicos de 1985". Bem como novos vocais, a nova versão tem uma sensação mais jazz-funk do que a original, mas ainda mantém o sintetizador e a máquina de ritmos originais.

### Lista de músicas do CD Single
- 1. Richmann Mix
- 2. Sola Powa Mix
- 3. Dan Dares Cosmic Club
- 4. Radio Mix